# Michael Gerdes
Michael Gerdes (nascido em 23 de maio de 1960) é um político alemão. Nasceu em Bottrop, Renânia do Norte-Vestfália, e representa o SPD. Michael Gerdes é membro do Bundestag do estado da Renânia do Norte-Vestfália desde 2009.

## Vida
Ele tornou-se membro do Bundestag após as eleições federais alemãs de 2009. É membro da Comissão de Trabalho e Assuntos Sociais.